# Tres Islas (sitio arqueológico)
Tres Islas es un pequeño yacimiento arqueológico maya, localizado 20 km al norte de Cancuén y 20 km al oeste de Machaquilá, en el departamento de Petén, en el norte de Guatemala. Tres Islas es una de las pocas ciudades mayas que erigieron monumentos datados en el período Clásico Temprano (c. 250 - 600 d. C.). Datada por los arqueólogos del Preclásico Tardío al Postclásico, la ciudad de Tres Islas probablemente estuvo subordinada a otras ciudades más importantes, probablemente a El Raudal. 

## Descubrimiento
Aunque tanto Teobert Maler (en 1905) como Sylvanus Morley (en 1938) visitaron los sitios cercanos de Cancuén y La Reforma III a principios del siglo XX, ninguno de ellos exploró Tres Islas, a pocos kilómetros río arriba de La Reforma III. El mapa de Maler de 1905 menciona Tres Islas, pero la ubica en la orilla equivocada del río.El sitio no se reportó en gran medida en la literatura especializada sino hasta que el arqueólogo Ian Graham visitó Tres Islas en 1965, 1966 y 1970 e informó de la presencia de tres estelas mayas caídas.En 2003, el Proyecto Cancuén inició la exploración arqueológica del sitio.  Investigaciones preliminares en el área de Tres Islas y Cancuén revelaron evidencia de habitabilidad desde el período Preclásico Tardío (c. 400 a. C. - 250 d. C.) hasta el Clásico Tardío (c. 600-900 d. C.).

## Ubicación
El sitio arqueológico de Tres Islas está situado en la margen izquierda del río La Pasión. En la vecindad de Tres Islas hay un área llamada Cerros de San Francisco de aproximadamente 35 km² que se caracteriza por una serie de picos de roca caliza que tienen una gran cantidad de cavernas.

## Historia:
El asentamiento de Tres Islas se origina en el Preclásico Tardío (400-250 AC), y consiste de una unidad residencial sencilla, cuyos habitantes gozaban de la riqueza natural del río y las tierras en sus márgenes, aunque también estaban involucrados en una ruta comercial establecida que proveía a los asentamientos mayores como Altar de los Sacrificios, Ceibal e incluso, el centro de Petén. Los habitantes sobreviven sin demasiados cambios a finales del Preclásico y a la transición al Clásico Temprano aferrándose a las tradiciones Chicanel, las cuales estaban bien arraigadas en su modo de vida, a pesar del casi total despoblamiento de Ceibal, pero ayudados por al auge de Altar de los Sacrificios. La erección del conjunto ceremonial a manera de un Conjunto de tipo Grupo E durante el Clásico Temprano (250-550 DC) en un área donde los ejemplos son escasos, conduce a pensar en la participación de los habitantes de Tres Islas en una tradición cultural compartida en un espacio extenso dominado por la hegemonía de Tikal.
La presencia temprana del "glifo Emblema" , que posteriormente se asoció con el reino Cancuén-Machaquilá del Clásico Tardío, indicaba que Tres Islas fuera la capital de este reino durante el Clásico Temprano, cuyas funciones como ciudad capital se transfirieron posteriormente a Cancuén.  Este período, representado por los monumentos esculpidos, fue una época en la que la gran metrópolis de Teotihuacán en el Valle de México ejercía una fuerte influencia en toda la región maya, incluyendo a Tres Islas. Basados en la evidencia recolectada en 2004, el sitio arqueológico El Raudal indica ser un sitio primario en la región de Tres Islas, ya que por el tamaño de sus estructuras, pudo ser la capital o sede del Clásico Temprano de la dinastía de Cancuén-Machaquilá y no Tres Islas como anteriormente se consideraba; posiblemente Tres Islas pudo ser un sitio satélite entre El Raudal y Cancuén.

## Sitio
El sitio contiene un grupo de tres estelas y un altar a 200 metros (660 pies) al norte de tres pequeñas estructuras, cada una de 1,5 metros (4,9 pies) de altura. Cuenta con una estructura muy similar a la del observatorio de Uaxactún. El yacimiento cobró fama sobre todo por estas tres estelas con representaciones de personajes vestidos como guerreros teotihuacanos. Las tres estelas fueron esculpidas en el año 475 d. C., aunque aparentemente los textos que se expresan en los glifos están referidos a eventos de los años 400 y 416 d. C. Estos dos grupos se ubican al borde de un escarpe con vistas al río Pasión.
La plataforma baja que sostiene las tres estelas mide 8,5 por 5 metros (28 por 16 pies) (de norte a sur por este a oeste).
Grupo de los Montículos: El arqueólogo Edy Barrios supervisó la excavación del Grupo de los Montículos, a 200 m al sur de las estelas de Tres Islas. Estas excavaciones han mostrado que este grupo se ocupó desde el Clásico Temprano hasta el Postclásico. En los niveles superiores, Barrios encontró una serie de muros rústicos en el patio de este grupo arquitectónico, junto con tiestos pertenecientes al Postclásico. En los niveles inferiores, se encontró una serie de tres entierros: El primero fue un individuo enterrado en forma extendida de cúbito dorsal, debajo de un nivel de tiestos pertenecientes al Clásico Tardío. El segundo individuo se enterró con dos vasijas del Clásico Tardío, y una de ellas, presentó un texto jeroglífico. El tercer individuo, fue enterrado en una cista de piedra, junto con cinco vasijas fechadas para el Clásico Temprano; una de ellas volcada sobre el cráneo, siendo una vasija negra con pestaña basal y base anular, identificada para el tipo Lucha Inciso. Como resultado de las excavaciones en Tres Islas durante el 2004, se sabe que este grupo arquitectónico es al menos parcialmente contemporáneo con las fechas del Clásico Temprano de las estelas, aunque fue ocupado por un tiempo mucho más largo que las fechas sugeridas en las estelas.

## Monumentos
Las tres estelas estaban alineadas en una fila norte-sur, orientadas al oeste. Originalmente, se alzaban sobre una plataforma larga y baja, bordeada de piedra labrada. Un altar se situaba justo al oeste de la estela central. La disposición de las estelas y el altar imita con precisión la orientación y las relaciones del complejo astronómico del Grupo E en Uaxactún , lo que sugiere que el grupo monumental cumplía una función similar. La ubicación del complejo de estelas y altar en el borde de un escarpe orientado al este ofrece un lugar ideal para observar el amanecer. Los hallazgos cerámicos de la parte sur de la plataforma de estelas se han datado en los períodos Preclásico Tardío y Clásico Tardío.
Los textos jeroglíficos combinados de las tres estelas contienen 137 glifos y 12 fechas calendáricas mayas .Las tres estelas fueron dedicadas en el año 475 d. C., aunque hacen referencia a eventos ocurridos en los años 400 y 416 d. C.
La Estela 1 está gravemente dañada. Fragmentos del monumento fueron excavados en 2003 y trasladados al pueblo de Santa Elena, municipio de Flores, Petén.
La Estela 2 es la estela central de las tres. La lectura del texto es la siguiente: "El 13 de mayo del año 475 d.C. Aquí amarra el tun el ancestro, Xan t'ab', hijo de ¿?, sagrado señor de Tres Islas, Tayal (chan) K'inich. El gran K'inich, décimo noveno sucesor, sagrado señor de Machaquilá. (Esta es) la imagen del cuarto sucesor, Yax (¿Te' K'inich/Tzu Chaak Ajaw?), señor (del) Wite'Nah, señor sagrado de Tres Islas. El 3 de septiembre del 400 d.C., cinco/seis días habían pasado desde la lunación del Dios Jaguar/del Dios del Maíz." Se asoció con una ofrenda consistente en dos vasijas de cerámica colocadas borde con borde; estas contenían nueve figurillas de jade , incluyendo representaciones de conchas, una tortuga y una cabeza humana de perfil, así como piezas de coral y conchas que incluían un cauri . También se encontraron nueve núcleos de obsidiana y más de 300 piezas de sílex trabajado.
La Estela 3 es la más pequeña de las tres estelas. Está rota diagonalmente en dos fragmentos. La estela representa a un personaje vestido con el atuendo de guerra de Teotihuacan y portando tres dardos emplumados en su mano izquierda. La figura usa un elaborado tocado de plumas con protectores de mejillas y una cola en forma de abanico formada por plumas y colas de tres coyotes. La imagen del guerrero es muy similar al retrato del rey de Tikal Yax Nuun Ayiin I como se representa en la Estela 31 de esa ciudad .Sobre la figura hay la imagen de un ave voladora de un tipo que se encuentra comúnmente en los monumentos de la Costa del Pacífico, y la figura se encuentra sobre una imagen de una guacamaya roja , que se cree que es un símbolo identificativo de Tres Islas. El texto de la estela está muy erosionado y consiste en un glifo introductorio y dos columnas de ocho glifos. La fecha registrada en la estela parece corresponder a una fecha del año 400 d. C.